# Vittsjö landskommun
Vittsjö landskommun var en tidigare kommun i dåvarande Kristianstads län.

## Administrativ historik
I Vittsjö socken i Västra Göinge härad inrättades denna landskommun när de svenska kommunalförordningarna trädde i kraft år 1863.
Vid kommunreformen 1952 bildade den storkommun tillsammans med de tidigare landskommunerna Verum och Visseltofta.
Kommunen fanns kvar till 1974 då Verums och Vittsjö församlingar överfördes till Hässleholms kommun medan Visseltofta församling överfördes till Osby kommun.
Kommunkoden var 1129.

### Kyrklig tillhörighet
I kyrkligt hänseende tillhörde kommunen Vittsjö församling. Den 1 januari 1952 tillkom Verums församling och Visseltofta församling.

## Kommunvapnet
Blasonering: I fält av silver en svart bjälke belagd med en kunglig krona av guld och åtföljd av två svarta hästskor.
Vapenbilden berättar om en händelse år 1612 då Gustav II Adolf gick genom isen och räddades av kammarjunkare Peder Gustafsson Banér och ryttaren Tomas Larsson. Vapnet antogs av kommunen 1967 och fastställdes av Kungl Maj:t 1969. Det förlorade sin giltighet då kommunen upplöstes 1974.

## Geografi
Vittsjö landskommun omfattade den 1 januari 1952 en areal av 317,84 km², varav 303,67 km² land.

### Tätorter i kommunen 1960
| Tätort     | Folkmängd |
| ---------- | --------- |
| Vittsjö    | 1 151     |
| Emmaljunga | 376       |

Tätortsgraden i kommunen var den 1 november 1960 38,5 procent.

## Politik

### Mandatfördelning i valen 1938-1970
| 8 | 2 | 5 | 3 | 7 |

| 24 |

| 9 |  | 4 | 5 | 6 |

| 25 |

| 9 | 6 | 5 | 5 |

| 25 |

| 11 | 12 | 7 | 5 |

| 35 |

| 11 | 10 | 7 | 7 |

| 35 |

| 11 | 11 | 5 | 8 |

| 33 |

| 11 | 12 | 7 | 5 |

| 33 |

| 8 | 3 | 10 | 7 | 7 |

| 34 |

| 9 | 3 | 10 | 6 | 2 | 5 |

| 32 |